# Time 100: Danh sách nhân vật ảnh hưởng nhất trên thế giới năm 2014
Danh sách nhân vật ảnh hưởng nhất trên thế giới năm 2014 là một bản danh sách bình chọn những nhân vật ảnh hưởng đến thế giới trong năm 2014 do tạp chí TIME (Mỹ), công bố vào năm 2014.

## Nhân vật của năm 2014
- Những Dũng sĩ Ebola là nhân vật của năm 2014[2]

## Danh sách
- Mary Barra
- John Kerry
- Vladimir Putin
- Ngozi Okonjo-Iweala
- Hassan Rouhani
- Scott Walker
- Ory Okolloh
- Shinzo Abe
- Abdul Fattah al-Sisi
- Xi Jinping
- Barack Obama
- Withelma "T" Ortiz Walker Pettigrew
- Narendra Modi
- Eric Holder
- Michelle Bachelet
- Andrew Haldane
- Angela Merkel
- Jerry Brown
- Thuli Madonsela
- Rand Paul
- Kirsten Gillibrand
- Nicolás Maduro
- Abdullah Gul
- Abu Du'a [a.k.a. Abu Bakr al-Baghdadi]
- Kim Jong Un
- Beyoncé
- Pony Ma
- Janet Yellen
- Tony Fadell
- Sheika al-Mayassa bint Hamad bin Khalifa al-Thani
- Pharrell Williams
- Evan Spiegel and Bobby Murphy
- Jeff Bezos
- Aliko Dangote
- Serena Williams
- Ertharin Cousin
- David Koch and Charles Koch
- Hillary Clinton
- Jason Collins
- Natalie Massenet
- Mary Jo White
- Tom Steyer
- Jack Ma
- Richard Sherman
- Alfonso Cuarón
- Megan Ellison
- Robert Lanza
- Megyn Kelly
- Arvind Kejriwal
- Sister Rosemary Nyirumbe
- John Kovac
- Travis Kalanick
- Jenji Kohan
- Lydia Ko
- Anat Admati
- Obadah al-Kaddri
- David Sinclair
- Kathryn Sullivan
- José Mujica
- Edward Snowden
- Major General Herbert Raymond McMaster
- Imam Omar Kobine Layama, Archbishop Dieudonné Nzapalainga and The Rev. Nicolas Guérékoyame-Gbangou
- Hosain Rahman
- Arunachalam Muruganantham
- Katharine Hayhoe
- Benedict Cumberbatch
- Seth Meyers
- Robert Lopez and Kristen Anderson-Lopez
- Kerry Washington
- Binyavanga Wainaina
- Amy Adams
- John Green
- Steve McQueen
- Keegan-Michael Key and Jordan Peele
- Diane Paulus
- Robin Wright
- Matthew McConaughey
- Miley Cyrus
- Yao Chen
- Barbara Brown Taylor
- Robert Redford
- Erwiana Sulistyaningsih
- Pope Francis
- Malala Yousafzai
- Donna Tartt
- Arundhati Roy
- Christy Turlington Burns
- Carrie Underwood
- Phoebe Philo
- Charlie Rose
- Alice Waters
- Marina Abramovic
- Carl Icahn
- Cristiano Ronaldo